# Olszanowo

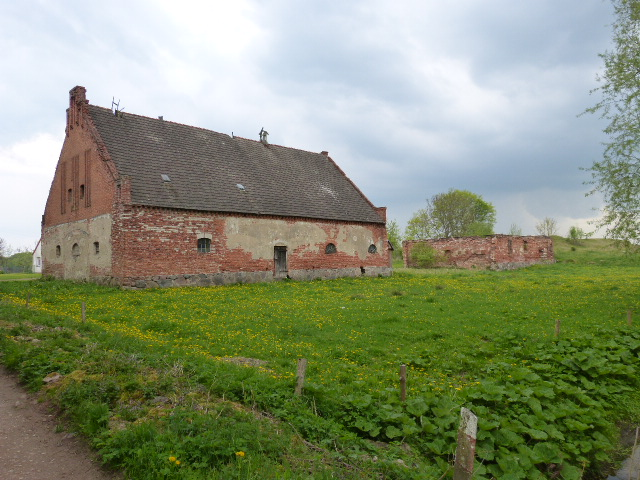
Reste ehem. Gutsanlage

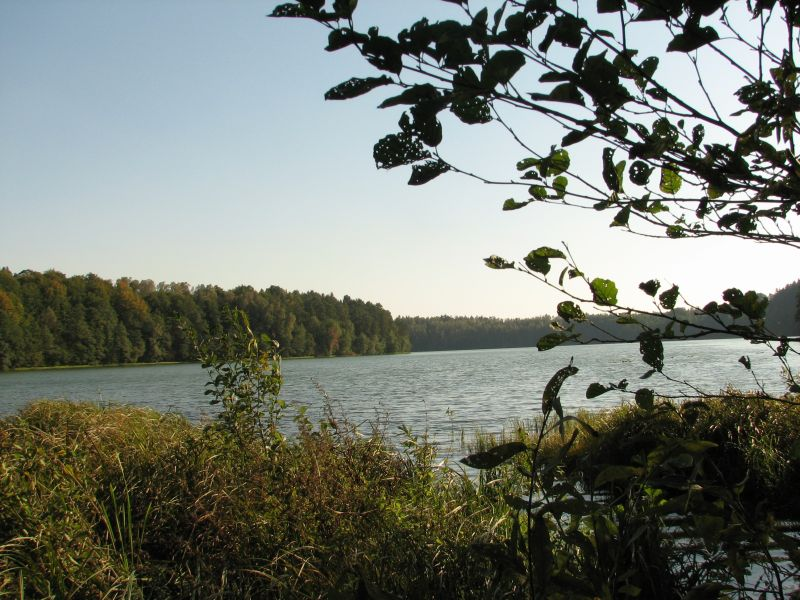
Jezioro Krępsko

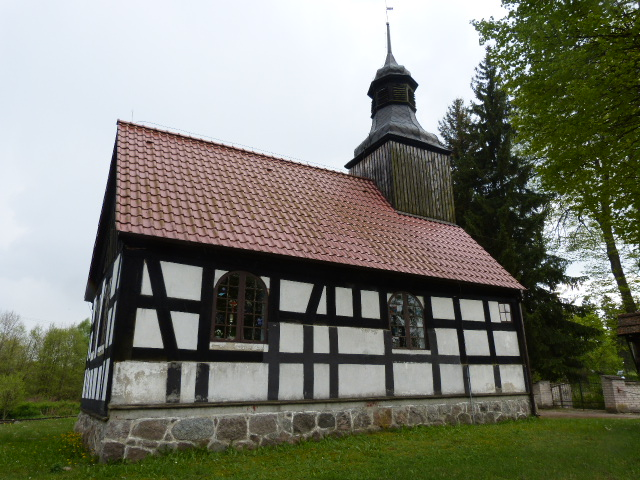
Kirche in Elsenau

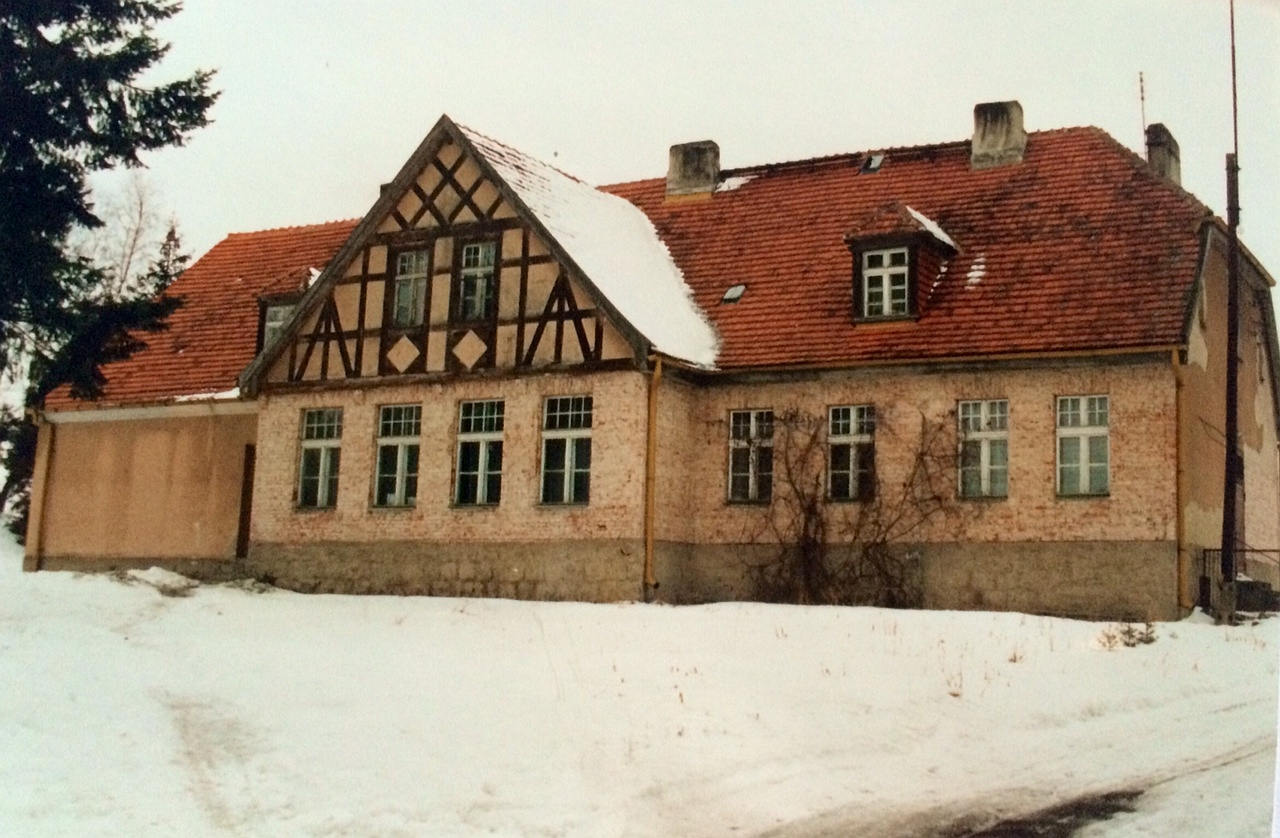
Schule in Elsenau (Winter 1996)

Olszanowo (deutsch Elsenau, auch Elßenow oder Elzanowo, kaschubisch Òlszónowò) ist ein Dorf in der polnischen Woiwodschaft Pommern und Teil der Landgemeinde Rzeczenica (Stegers) im Powiat Człuchowski (Kreis Schlochau).

## Geographische Lage
Olszanowo liegt in Westpreußen, etwa fünfzehn Kilometer westlich der Kreisstadt Człuchów (Schlochau) und zehn Kilometer südlich des Ortes Rzeczenica (Stegers). Das Dorf liegt westlich einer ausgedehnten Seenlandschaft, bestehend aus Szczytno Wielkie, Jezioro Krępsko und Jezioro Olszanowskie (etwa zwei Kilometer südöstlich).

## Geschichte
Olszanowo wurde ursprünglich als Straßendorf mit einer Gutsanlage angelegt. Neben der Ortschaft entstanden im Laufe der Zeit vereinzelt verstreute Siedlungen. Der Name Elsenau fällt erstmals im Jahre 1376 in einer Urkunde zur Sicherung von Grenzrechten. Im selben Jahr verlieh der Hochmeister Winrich von Kniprode Herman von dem Walde, Spross einer alten Osnabrücker Dynastie, einige Hufen Land in Elßenow. In den darauffolgenden Jahrhunderten lagen immer wieder Großteile des Elsenauer Gebietes wüst und blieben ungenutzt. Bis Mitte des 17. Jahrhunderts wurden nur 1/5 der Gemarkung landwirtschaftlich genutzt. Grundherren waren zu dieser Zeit die Familie Lembke. Mehrfach wechselten die Besitzer von Gut und Dorf Elsenau. Lediglich die Familie Manteuffel-Kiełpiński wurde zweimal, in der Zeit 1723 und 1772, als Erwerber von Elsenau angeführt. Zu dieser Zeit bestand Elsenau aus 7,5 Hufen Vorwerks- und 10,5 Hufen Bauernland. Im Ort lebten neben der Grundherrschaft 3 Bauern und 27 Familien. 1826 wurde im Zuge der Regulierung Rittergut und Dorf getrennt. Bewirtschafteten vormals bis zu 12 Bauern im Ort das Land, waren es nach der Reform nur noch 5 sowie 3 kleinere Landbesitzer. Das Rittergut wurde in der Folgezeit mehrfach veräußert.
1872 wurde der Ort Gertzberg in die Gemeinde eingegliedert. Um 1895 siedelten sich eine Vielzahl von Menschen aus dem Gebiet der Ukraine (Wolhynien) und aus Westfalen in Elsenau an, so dass die Bevölkerung sprunghaft anstieg. 1928 wurden Gut und Dorf wieder vereint. Nach dem Zweiten Weltkrieg wurde der Ort von den Polen in Olszanowo umbenannt und bis 1973 der Landgemeinde Barkowo (Barkenfelde) zugeordnet.

### Schule
Seit Beginn des 19. Jahrhunderts existierte eine Schule in Elsenau. 1889 musste wegen der großen Schülerzahl eine Halbtagsschule eingerichtet werden. Ab 1920 unterrichteten zwei Lehrer an der Schule. Das Gebäude wurde 1914 erbaut und um 1940 erweitert, so dass die Schule einst als eine der modernsten im Kreisgebiet galt.

### Kirche
Die Kirche in Elsenau war seit der Zeit ihres Entstehens ein evangelisches Gotteshaus. In der ersten Hälfte des 20. Jahrhunderts waren 86,5 % der Bevölkerung evangelischer Konfession. Im vorherigen Jahrhundert waren noch mehr als 95 % der Bevölkerung evangelisch. Um 1800 war das Elsenauer Kirchspiel mit 120 Ortschaften eines der größten im Kreis. Bis vor dem Zweiten Weltkrieg umfasste die Pfarrei sechs Gemeinden, darunter Bärenwalde und Bischofswalde als Filialkirchen, Geglenfelde, Loosen und Ruthenberg. Seit 1947 ist die Kirche katholisch und dem Heiligen Franziskus von Assisi gewidmet.

## Sehenswürdigkeiten
Aufgrund seiner reizvollen Lage galt der Ort lange Zeit als eines der schönsten Ausflugsziele im Kreisgebiet. Mit einer Höhenlage zwischen 125 und 211 m war er zudem einer der höchstgelegenen Orte.
- Kirche St. Franziskus von Assisi aus dem 17. Jahrhundert, im Preußischen Stil (Fachwerkbau) als evangelisches Gotteshaus in Rahmenbauweise mit einem Turm auf dem Mittelgang erbaut.[2] Renoviert 1688 im Auftrage des Hautmanns von Weiher. Der Holzturm später im Auftrag von Franciszek Ewald von Manteuffel-Kiełpiński im 18. Jahrhundert erbaut.
- Rokokoaltar und die Kanzel der Kirche aus dem 17. Jahrhundert mit barocker Glocke von 1771 (gestiftet von Franciszek Ewald von Manteuffel-Kiełpiński).
- Erratischer Block auf dem ehemaligen Gutshof (größtes eiszeitliche Geschiebe der ehemaligen Grenzmark Westpreußen-Posen).

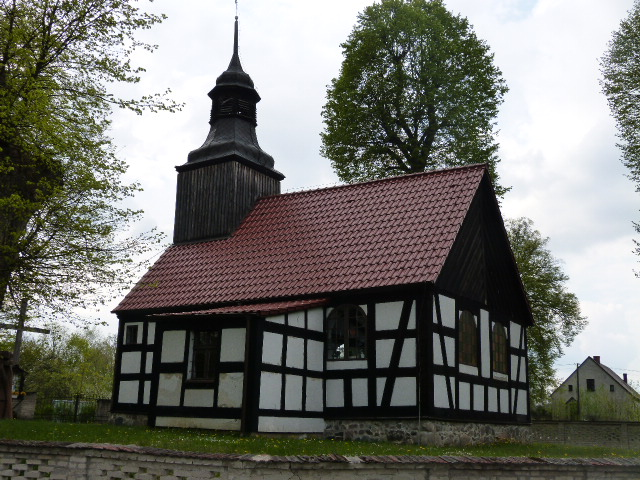
Kirche St. Franziskus von Assisi
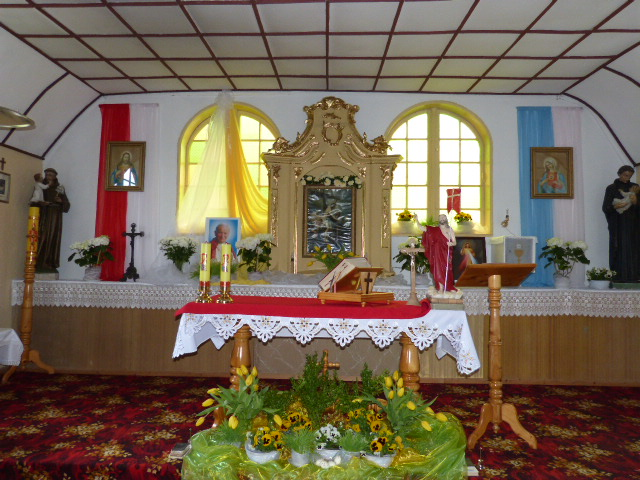
Rokokoaltar St. Franziskus von Assisi
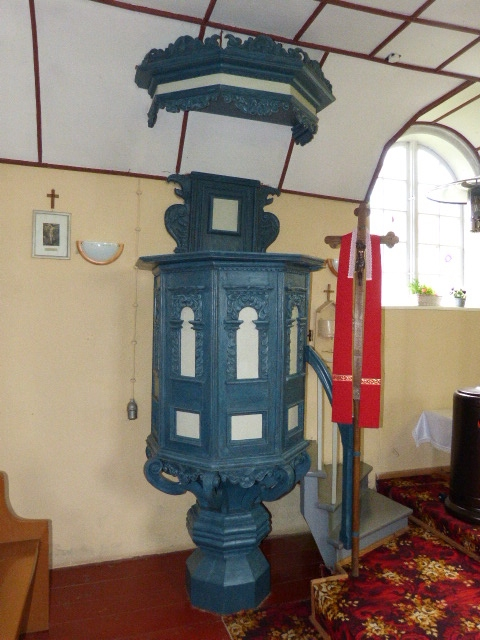
Kanzel St. Franziskus von Assisi
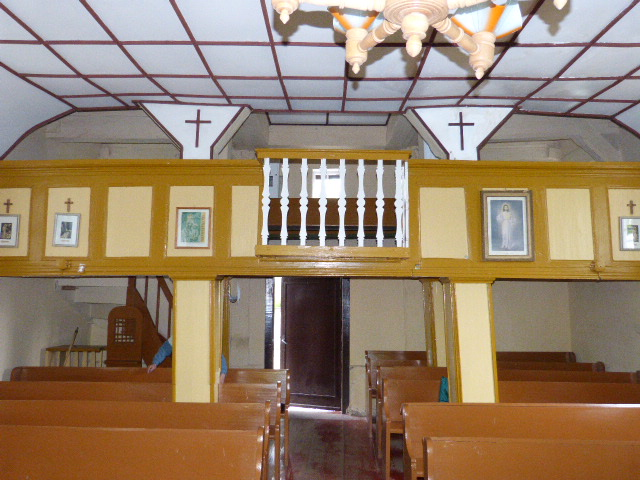
Empore I St. Franziskus von Assisi
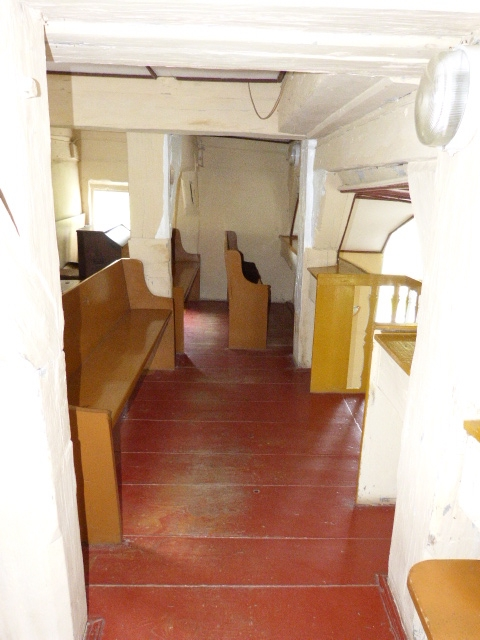
Empore II St. Franziskus von Assisi

## Persönlichkeiten, die am Ort gewirkt haben
- Franciszek Ewald Manteuffel-Kiełpiński (1705~1779), poln. u. sächs. kgl. Kammerjunker, Starost von Gąbin und Assessor von Człuchów.